# بيت بيروت

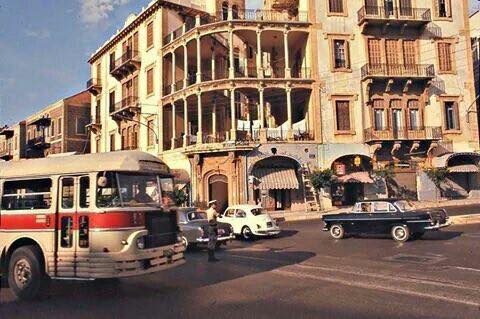
مبنى بركات، بيروت، 1960

بيت بيروت (بالإنجليزية:  "Beit Beirut; laterally "The house of Beirut)‏ هو متحف ومركز ثقافي حضري يعد احتفالًا بتاريخ بيروت وبالتحديد الحرب الأهلية، يقع هذا المركز الثقافي في مبنى بركات الذي تم تجديده والمعروف أيضًا باسم «البيت الأصفر» وهو معلم تاريخي صممه يوسف أفتيموس.

## التاريخ
تم تصميم منزل بركات بتكليف من نيكولاس بركات وزوجته فيكتوريا، وقد تم بنائه في عام 1924 من قبل المهندس المعماري اللبناني يوسف أفتموس وهو نفسه الذي صمم قاعة مدينة بيروت، وفي عام 1932 قام المهندس المعماري فؤاد كوزاه بإضافة طابقين اخرين مع إعطاء المبنى شكله الحالي.
وقد عاشت أسر الطبقة المتوسطة في الثماني شقق الفسيحة للمبنى حتى اندلاع الحرب الأهلية اللبنانية عندما انتقل إليه رجال الميليشيات المسيحية؛ حيث أصبح مبنى بركات للقناصة موقعًا للمراقبة يطل على منطقة القتال؛ فقد كفل لهم السيطرة على مفترق سوديكو بسبب هندسته المعمارية الجيدة التهوية وبسبب موقعه على خط الحدود الذي يفصل بين الفصائل المتحاربة.
وقد دمرت الحرب الأهلية مبنى بركات وأثر الإهمال على هيكله الذي أصبح مسرحًا لأعمال التخريب المتكررة، وعندما قرر مالكوه بيعه عام 1997 تم الحكم عليه بالهدم ولكن أنقذه نشطاء التراث اللبناني وخاصةً المهندسة المعمارية منى حلاق التي تحققت من المنزل لأول مرة في عام 1994 خلال إحدى زياراتها مع «جمعية حماية المواقع والقصور القديمة في لبنان» (APSAD)، وهي منظمة مستقلة لحماية المعالم والمباني التاريخية، وقد كان للنشطاء مقالات حول الهيكل المنشور في الصحافة بشكل يومي تقريبًا وكتبوا الالتماسات ونظموا تجمعات أمام المبنى فأدت الاحتجاجات في النهاية إلى تعليق قرار تدمير المبنى، وفي عام 2003 أصدرت بلدية بيروت قرار نزع الملكية للمنفعة العامة، وجاء في المرسوم أن مبنى بركات سيتم ترميمه لاستيعاب متحف الذاكرة ومركز ثقافي (الذي سيُعرف لاحقًا باسم «بيت بيروت») مع أشياء تتبع تاريخ المدينة الذي يصل إلى 7000 عام، وينص المرسوم أيضًا على إنشاء ملحق حديث للمبنى على البقعة الفارغة من حوله وهذا الملحق سيضم مكاتب لقسم التخطيط الحضري بالبلدية بالإضافة إلى موقف للسيارات تحت الأرض، وقد قدمت الحكومة الفرنسية المساعدة الفنية إلى بلدية بيروت لكن تم تأجيل المختصين في المجال الثقافي الذين كان من المفترض بهم زيارة المتحف وتقديم الاستشارة القانونية بشأن تطويره بسبب صراعات لبنان في عامي 2006 و2007 وعدم الاستقرار السياسي، ونتيجة لذلك تم تأجيل مشروع بيت بيروت حتى عودة الاستقرار السياسي النسبي في عام 2008، وقد شهد المشروع التعاون بين بلدية بيروت ومدينة باريس والسفارة الفرنسية في لبنان، وفي عام 2009 كلفت بلدية بيروت المهندس المعماري اللبناني يوسف حيدر بقيادة أعمال ترميم المبنى، وعلى الرغم من أن حيدر كان لديه خبرة في إعادة التأهيل -حيث عمل سابقًا في ترميم المباني التقليدية في وسط بيروت وطرابلس- إلا أن اختياره كان موضع خلاف حيت تم اختياره دون اللجوء إلى منافسة مفتوحة، حصل حيدر على المساعدة من لجنة المهندسين المعماريين التي شكلتها بلدية باريس، عملت هذه اللجنة على تطوير مشروع إعادة تأهيل المتحف، وقد تشكلت من أعضاء من مجموعة متنوعة من التخصصات، وقد تقرر افتتاح بيت بيروت في عام 2013 لكنه لم يفتح حتى 28 ابريل 2016 بعد أن بلغت تكاليف التخطيط والترميم 18 مليون دولار أمريكي.

## الوصف
تم بناء مبنى بركات بأسلوب الصحوة العثماني باستخدام الحجر الجيري من دير القمر الملون بلون المغرة -اللون الذي أعطى المبنى اسمه هذا، ويتكون المبنى من بنائين سكنيين راقيين كل منهما يتكون من أربعة طوابق بالإضافة إلى مصطبة على السطح، ويتم ربط واجهات الكتلين معًا من خلال الأعمدة المفتوحة المزينة بأعمال الحديد المطاوع، ويتم فصل البناءين بواسطة ردهة مركزية تتصل بالمدخل الرئيسي للحديقة -ذات المناظر الطبيعية في الفناء الخلفي- وسلالم المباني، ويقع مبنى بركات على طريق دمشق حيث كانت محطة الترام تقف من قبل.

## الأهمية والوظيفة
خلال مرحلة إعادة الإعمار التي أعقبت الحرب الأهلية اللبنانية تم هدم العديد من المباني المهمة، لكن تمكن النشطاء من إنقاذ عدد من الهياكل الفردية، وأصبح مبنى بركات بواجهته وصف أعمدته الذي يتخلله الرصاص رمزًا مهيمنًا للحرب الأهلية في بيروت، ولقد لاحظ المؤرخون وعلماء الاجتماع أن الميل اللبناني إلى تفكيك الحرب الأهلية وحلقاتها لا يندرج في مناهج التاريخ اللبناني، ويتناول الفصل الأخير من كتب التاريخ اللبنانية انسحاب القوات الاستعمارية الفرنسية من لبنان عام 1946، وقد اتخذ المثقفون والمهندسون المعماريون اللبنانيون المؤيدون لإنقاذ مبنى بركات حجةً بأن خلق ذاكرة جمعية وحساب موحد للحرب الأهلية سيساعد اللبنانيين على المضي قدمًا وإصلاح الانقسامات المجتمعية، وفي عام 2007 أكد رئيس بلدية بيروت عبد المنعم العريس أن متحف الذاكرة المرتقب سوف يعرض تاريخ المدينة وأبرزها الحرب الأهلية، وعلى الرغم من أن الجزء الخارجي مصمم للتجديد إلا أنه سيتم الاحتفاظ بالطابقين الأرضي والأول من واجهة مبنى بركات المدمرة في حالتها المتدهورة لتذكيرنا بتاريخ المدينة في زمن الحرب، ويجب الاحتفاظ بثقوب الرصاص ومتراس القناصة في أماكنها الأصلية وكذلك ممتلكات فؤاد الشمالي -طبيب أسنان محلي شغل شقة في الطابق الأول من المبنى منذ عام 1943، ويعد الطابق الثاني من بيت بيروت بمثابة معرض دائم يحكي تاريخ بيروت منذ القرن التاسع عشر وما بعده، كما سيتضمن المعرض الوثائق والسجلات وأرشيف البلدية الذي سيتم إتاحته للجمهور، وسيتم تجديد الطوابق العليا لإقامة قاعة متعددة الوظائف للأحداث الثقافية والفنية والموسيقية المؤقتة.

## أسماء أخرى
كان يُعرف في البداية باسم مبنى بركات وقد أطلق عليه اسم البيت الأصفر بسبب اللون الأصفر (لون المغرة) من الحجر الرملي، وقد تم تغيير اسم المبنى مع تغيير وظيفته؛ فقد كان يطلق عليه بناء الموت خلال الحرب الأهلية، وأطلق على المركز الثقافي الذي تم استضافته في المبنى اسم «متحف الذاكرة» و «بيت المدينة» (منزل المدينة) قبل تسميته «بيت بيروت» (منزل بيروت).